# Kula (Travnik, BiH)
Kula je naseljeno mjesto u općini Travnik, Federacija Bosne i Hercegovine, BiH.

## Stanovništvo

### 1991.
Nacionalni sastav stanovništva 1991. godine, bio je sljedeći:
ukupno: 450
- Hrvati - 444
- ostali, neopredijeljeni i nepoznato - 6

### 2013.
Nacionalni sastav stanovništva 2013. godine, bio je sljedeći:
ukupno: 528
- Hrvati - 525
- Srbi - 2
- ostali, neopredijeljeni i nepoznato - 1